# Укијо-е
Укијо-е (јап. 浮世絵 - у буквалном преводу слике плутајућег света) спада у жанр јапанских дрвореза и слика на којима су насликани глумци кабуки позоришта, лепе жене, сумо рвачи, разне сцене из народних приповедака и легенди, самурајских битака, сцене путовања, пејзажи и еротске сцене. Термин укијо потиче из будизма и односи се на пролазну природу људског живота. Тиме се истиче да не треба да се везујемо за сопствене жудње, већ да прихватимо природни ток живота.
Као уметнички правац постаје популаран током друге половине 17. века периода Едо, заснивајући се на монохроматским радовима Хишикава Моронобу-а. На самим зачецима укијо-е стваралаштва, користио се само туш, да би се касније прешло и на ручно бојење дрвених плоча. Већ у 18. веку Сузуки Харунобу проналази технику полихроматског бојења, нишики-е (錦絵). Укијо-е доживељава процват у 19. веку, предвођен двојицом уметника, а то су Андо Хирошиге и Кацушика Хокусаи. У 19. веку се најчешће сликају пејзажи, по којима су ова двојица уметника најпознатија. Хокусаијев Велики талас над Канагавом је један од најрепрезентативнијих дела јапанске уметности, као и Хирошигеов серијал графика Педесет и три станице Токаида. Након смрти ова два уметника популарност укијо-е нагло опада, делимично захваљујући и рестаурацији Меиџи 1868. године.
Укијо-е је био најзаслужнији за стварање слике о Јапану на Западу, а пејзажи из 19. века су знатно утицали на сликаре раног импресионизма (Едгар Дега, Едуар Мане и Клод Моне), на пост-импресионисте (Ван Гог и Тулуз-Лотрек) и на бројне уметнике арт нуво стила. У двадесетом веку се јавља шин-ханга (лит. нове естампе) чији је циљ био поновно обнављање традиционалне уметности графика из периода Едо и Меиџи.
Укијо-е радови су били лако доступни, с обзиром да их је било могуће масовно производити коришћењем дрвених плоча (калупа). Пре свега су били намењени грађанству које није имало довољно новца да себи приушти сликарски оригинал. Експлицитно еротске сцене, такође су биле мотив укијо-е радова (шунга - 春画), међутим неретко и забрањиване. 
Укијо-е се генерално може поделити на два периода; током Едо периода који захвата његов почетак од 1620-их до 1867. године када започиње период Меиџи, и од 1867. па до 1912. године. Током Едо периода укијо-е је пружао слику мира у земљи и развитка комерцијалног вида уметности; док је током Меиџи периода под утицајем прозападањачког миљеа.
Често су се укијо-е радови могли наћи у књигама (е-хон - 絵本), у виду илустрација. Међутим, имали су и декоративну улогу попут разгледница, какемоно-е или постера у кабуки позоришту. 
- Неки од најистакнутијих уметника су:
- Китагава Утамаро - Лепотица у огледалу
- Китагава Утамаро - Хиљаду прича о духовима и демонима
- Кацушика Хокусаи - Водопади у Кирифури, пл. Куроками
- Кацушика Хокусаи - Црени Фуђи
- Утагава Хирошиге - Ноћ у граду Сурукава
- Утагава Хирошиге - Сова на гранчици бора
- Тошусаи Шараку - Два глумца
- Тошусаи Шараку - Цвеђе поред Тамагаве-Зуцуми

## Историја

### Почеци
Јапанска уметност је још током периода Хеиан (749—1185) следила два принципа: 
1. националну јамато-е традицију која се базирала на јапанским темама нежних боја и контура. То је одлика школе Тоса;
2. и дела инспирисана кинеским, попут једнобојних композиција насликаних четкицом за калиграфију Сешу Тојоа и његових ученика. А школа Кано је имала карактеристике оба принципа.

Још од давнина је уметност била под окриљем аристократије, војне владе и религијских ауторитетета. Све до 16. века нису се могли наћи насликани моменти из живота обичних људи. А чак ни тада нису били субјекат дела, јер су то махом биле слике за владајуће самураје и богате класе трговаца. Тек се касније појављују дела која су била намењена грађанима. Те слике су биле јефтине и једнобојне слике лепих жена, сцене из позоришта и кућа уживања. Њихова ручна израда је умногоме ограничила количину производње. Та граница је превазиђена уметничком формом која се могла лакше умножавати, то јест дрворез.
Дрворез потиче још од 770 године н.е. када настаје најстарији дрворез у Јапану - Хјакуманто и Дарани (Милион пагода и Дарани молитва). Све до 17. века је служио за прављење будистичких печата и слика. Ручно урезивање се показало као ефикасније због бројности различитих идеограма јапанског писма, тако да нису могли да користе утискивање слова. У домену Сага, Хонами Коецу и Суминокура Соан су користили комбинацију утискивања текста и слика при прављењу Приче Исе (1608) и друге књиге. Током Кан’еи ере (1624—1643) настају танрокубон (наранџасто-зелене књиге) које су се умножавале дрворезом. Дрворези настављају да се развијају путем илустрација каназоши жанра прича о хедонистичком урбаном животу у новој престоници Едо. Пошто најбоље новеле које су објављене имале илустрације уз текст, илустроване књиге су постојале још током раног 17. века, али постају популарне тек када грађани почну да се интересују за књижевност.
Токугава Иејасу (1543—1616) постаје шогун са највећом моћи над Јапаном. Ствара своју владу у селу Едо, где је тражио од обласних владара да се окупљају са својом свитом. Током периода Едо (1603—1867) село прераста у град, по бројности становника. Друштво је било подељено у четири класе, са самурајима на врху и трговцима на дну. Трговцима је највише погодовала растућа економија, посећивање кућа уживања током слободног времена, као и сакупљање уметничких дела којима би красили своје домове. То је некада било немогуће због недостатка новца.
Иваса Матабеи (1576—1650) се сматра зачетником овог облика уметности. Иако су његова дела била углавном слике, он је утемељио стил сликања где су се црне линије и светле боје комбиновале са темама по којима се описују моменти жарких осећања. Његов стил се проширио из Кјота у префектуру Фукуи, где је радио за феудалног владара Мацудаира Таданаоа (1595—1650), и на крају у Едо. Био је познат по мођи-е тј. сликовним речима који исказују луцкасте слике и технике четкицом које се посебно њему приписују.
Термин укијо (плутајући свет) је некада био у хомонимском односу са древним будистичким термином за свет туге и бола. Новији термин се користио за значењем, еротичан или помодан и слично. Представља хедонистички дух времена нижих класа, који се слави у новели Укијо Моногатари (Приче о плутајућем свету) од Асаи Рјоија.

### Седамнаести век
Рани укијо-е уметници су првобитно били сликари. Око 1661. висећи свици насликани ликовима Портрета Канбун лепотица постају популарни. Слике ере Канбун (1661—1673) означавају почетак укијо-еа као засебне уметничке школе. Дела Ивасе Матабеија су умногоме вршиле утицај на развитак. Међутим, постоје несугласице између учењака да ли су његова дела прави укијо-е , те га неки сматрају оснивачем. Приписује му се Хиконе панел, тј. бјобу панел за који се сматра да је најстарији постојећи пример.
Хишикава Моронобу је направио први укијо-е дрворез. Сматра се првим аутором који је стекао толики углед да је могао да се потпише на својим делима. Моронобу је био илустратор чији су сликарски жанрови били многобројни. Али, истакао се по свом стилу сликања лепих жена. Он је стварао слике као засебна уметничка дела, а не помоћном средство да се радња књиге дочара. До тада су се такве слике могле наћи само као илустрације у књигама. Школа Хишикава је привукла многе људе, попут Сугимуре Ђихеија. Његовом појавом означен је популаризација нове уметничке форме.
- Хишикава Моронобу
- Лепотица гледа назад
- Призори из кабуки позоришта Накамура
- Посетиоци шинтоистичког храма

Тори Кијонобу и Каигецудо Андо постају имитатори Моронобуовог стила након његове смрти, иако нису били чланови школе Хишикава. Обојица су наглашавали људске фигуре, али због тога морали да занемаре позадину слике. То су махом били кабуки глумци (јакуша-е слике) Кијонобу и Тори школе, куртизане (биђинга слике) Андоа и Каигецудо школе. Такви мотиви су се могли наћи и у никухицу. Андо и његови следбеници стварају стереотипски лик жена који постаје шаблон за каснија дела. 
- Тори Кијонобу
- без наслова
- Глумци

- Каигецудо Андо
- биђинга
- Лепотица

Намена кабуки слика је била да прикаже глумце на свом врхунцу током представе, као и да пружи сувенир публици. Представе се никада потпуно истоветно нису одигравале, тако да је стално постојала потражња за новим сликама. Глумци би развијали стилизован начин перформанса (ката), говора или позе (мие) које би постале њихово обележје. Сматра се да је тај обичај започео Кијонобу, а такође је и насликао прву слику кабуки глумца 1698. године.
Током периода Едо еротизам (шунга) је био главни предмет потражње, јер је мушка популација била бројна. Закон је налагао да провинцијални владари морају да имају чуваре поред себе, а и сам развитак града је привукао многе раднике са села. Биђинга и шунга су били повезани јер су представљали идеализован вид женске лепоте, али у различитим аспектима. Потичу од слика куртизана које су заправо биле проститутке. Неке од њих су се издвојиле и постале угледне и многима недоступне. Њихова појава у лукузним одорама постају мотиви биђинге. На биђинга дела уметници се нису потписивали. Служили су као скупи сувенири за самурајске патроне кућа уживања. Види се деликатан рад четкице и детаљне шаре на одећи у неутралним бојама које жене приказују као елегантне.

### Осамнаести век
Значајан напредак у укијо-е сликарству је настао средином 18. века, када је почело вишебојно штампање, а до тада се боја наносила руком за посебне прилике. Почетком 18. века, јављају се тан-е, дрворези црвене боје којима је накнадно додавана наранџаста, зелена или жута, прерасли су у розе обојене бени-е, па у уруши-е, посебне дрворезе које су користиле обично мастило, али су имали изглед лака. Обично су коришћене честице метала, али се користило да се појачају детаљи, најчешће оби-ји (појас на кимону) и косе. Године 1744, се производе први успешни обојени дрворези, бенизури-е, који су користили више дрвених плоча за различите боје, у почетку розе и зелене.
Значајна личност за популаризовање и технолошки развој укијо-е дрвореза је био Окумура Масанобу (1686–1764), који је 1707. године отворио продавницу дрвореза. Иако није припадао ниједној засебној школи, користио је елементе многих школа, а највише се прославио у уруши-е дрворезу. Његов допринос је био велик, пре свега у увођењу западњачке перспективе у уки-е дрворезе, који су најчешће представљали унутрашњост кабуки позоришта. Правио је и хашира-е дрворезе, који су били дуги и уски, а такође је и почео да записује хаику поезију на дрворезе.
- Окумура Масанобу
- Тигар и бамбус
- Прича о Кјојо-у и Софу-у
- Позориште Кабуки
- Шоки

Сузуки Харунобу (1725—1770) је био изузетно успешан у богатом коришћењу боја и његови радови су прављени са мноштвом калупа за различите боје и нијансе. Његови дрворези су уздржани и буде осећај класицизма вака поезије и јамато-е слика, инспирисаних кинеском династијом Танг. Харунобу је био изузетно успешан и његове нишики-е дрворези су били изузетно популарни, до те мере да је потражња за бенизури-е, уруши-е, као и за ручно бојене дрворезе драстично опала од 1765. Нишики-е се називају брокадне јер су подсећале не кинеске Шучианг брокаде, и први нишики-е који су достигли популарност су били скупи календари, који су рађени са дебљим папиром и богатијим бојама, које су слали као честитке за Нову годину, са именима наручиоца уместо аутора, а она би се брисало име наручиоца, стављало име аутора и користило у комерцијалној употреби. После смрти Харунобу-а, долази до престанка идеализовања дрвореза који су били карактеристични за Тори у Харунобу школу. Наиме, уметници као што су Кацукава Шуншо (1726—1793), који је сликао кабуки глумце и њихова лица верно стварном стању, као и Корјусаи (1735—1790) и Китао Шигемаса (1739—1820), који су сликали геише у куртезане у модерним одевним трендовима и реалистичним изгледом. Китао школа је постала изузетно доминанта крајем 18. века
- Сузуки Харунобу - Мурасаки Шикубу
- Сузуки Харунобу - Жена посећује храм ноћу
- Кацукава Шуншо - Кабуки глумац
- Исода Корјусаи - Лепота чајне кућице
- Китао Шигемаса - Три зеца једу дивље грожђе

Крајем 18. века је дошло до економског пада, али то није утицало на укијо-е, који су почели да се током реформи Кансеи (1789—1791) фокусира на лепоту и хармонију. Један од најзаслужнијих уметника за тај период је био припадник Тори школе, Тори Кијонага (1752—1815), који се сматра једним од највећих мајстора нишики-е дрвореза, као и мајстор биђинга, слика куртезана и лепих жена. Његов велики заначај је био у прављењу дрвореза лепих жена и градских сцена, које су често сликане у форми диптиха и триптиха, за разлику од Харунобу-а приказујући „реалистичне приказе идеалних женских фигура на лепим позадинама“, као и реалистичне портрете кабуки глумаца и пратећих музичара.
Као што је Тори Кијонага заменио Харунобу-а, тако је и Китагава Утамаро (1753—1806) заменио Кијонагу. Утамаро је експериментисао са линијама, бојама и техникама штампања да би добио суптилне разлике између субјеката. Сликао је жене са свих друштвених нивоа и његов приказ лепотица и разлика међу њима се разликовао између стереотипних лепотица које су до тада биле норма. Иако је квалитет његових дела опао при крају 90-их, непросредно пре његове смрти, његова слава и утицај су били толики да су засенили радове многих других мајстора тог доба. Врхунац његовог стила представљају биђин окуби-е, портети крупног кадра, фокусирани на лице и горњи део тела.
- Тори Кијонага - Купаоница
- Тори Кијонага - Геј бурдељ
- Китагава Утамаро - Јамауба и Кинтаро: чишћење ушију
- Китагава Утамаро - Девојке испод јоргована

Године 1794. је проминентна мистериозна фигура Шараку-а, који је штампао изузетно реалистичне портрете људи. Његови портрети кабуки глумаца су били изражајни и искривљени, потпуна супротност идеализованим лицима Утамаро-а и Кијонаге. Његова дела нису добро примљена и он је нестао је након десет месеци и нико не зна његов прави идентитет. Утагава Тојокуни се фокусирао на портрете кабуки глумаца који су више угађали популацији Едо-а, бавећи се драматичним позама и његов стил је био комерцијално успешан, што је учинило укијо-е много утицајнијим, а и ослободило га многих норми које су до тада владале.
- Тошусаи Шараку - Ониђи Отани III као Ебоде
- Тошусаи Шараку - Коширо Масумото IV као Саканаја Горобе
- Утагава Тојокуни -
- Утагава Тојокуни - Продаја рачића

Постојала су два велика центра производње дрвореза: Едо и Камигата. Камигата је био назив за област око градова Кјото и Осаке, и одликовао се претежно приказима кабуки глумаца и мекшим бојама, док је Едо био тадашња престоница, са много широм тематиком, али се стилови не разликују драстично, јер су се уметници често премештали између области.

### Деветнаести век
Због одређених реформи донесених од стране шогуната (Тенпо реформе) и уметност се променила. Наиме, избор тема које су могле бити изабране је био смањен, јер су реформе имале за циљ да смање директне приказе луксуза и богатства, па је самим тим било непожељно сликати куртизане.
Зато се уметници окрећу ка сликању природе око њих, пејзажа с путовања, слике природног света попут птица и биљака. Кад је Моронобу стварао, мало пажње се посвећивало пејзажној уметности, тек су до изражаја дошли крајем периода Едо, уз стваралаштво Хокусаија и Хирошигеа.
Сликање пејзажа је нешто што је теоретичарима уметности са запада омогућило да дефинишу и представе ову врсту уметности публици са Запада. Иако пејзаж никада до 19. века није био у првом плану, није био одсутан у ранијим делима укијо-е сликарства. Углавном је служио као позадина, и за разлику од западне традиције реалне и симетричне природе, пејзажи у укијо-е сликарству се ослањају на елемент нестварног, фантастике, атмосфере коју слика треба да пренесе и композиције, него што је акценат на правом представљању природе.

#### О уметницима 19. века

##### Хокусаи
- Велики талас над Канагавом
- 36 погледа на планину Фуђи
- Оиванин дух
- Хокусаи манга
- Необични погледи на прослављене мостове провинција

Самопрозвани „Луди сликар” Кацушика Хокусаи (1760—1849) је уживао дугу и разнолику каријеру. Његова дела су карактеристична по томе што им недостаје сентименталност заједнички свим укијо-е, и фокус на формализам који прописује западњачка уметност. Међу његовим достигнућима су серија цртежа Хокусаи манга, 36 погледа на планину Фуђи, међу којима се налази његово репрезентативно дело, Велики талас над Канагавом.
За разлику од претходних мајстора графика, Хокусаи користи јаке и чисте боје. Сликао је обичне људе у послу и њихово окружење. Признати мајстори попут Еисена, Кунијошија и Кунисаде су кренули Хокусаијевим стопама и стварали упечатљива и живописна дела при крају деветнаестог века.

##### Утагава школа
Горепоменути уметници попут Кунисаде, Кунијошија и Еисена су припадали такозваној Утагава школи. Кунисада (1786—1865) се бавио сликарством куртизана и глумаца, као и многи уметници пре њега, док је Еисенова (1790—1848) тема била пејзаж. Кунијоши (1797—1861) се бавио свакојаким стиловима и правцима, као и Хокусаи. Његови историјски прикази ратника у боју и пејзажи су били врло популарни, а сатирична дела сведоче о слабљењу шогуната.

##### Хирошиге
- Поглед на обалу Хоте у провинцији Башу
- 69 станица Кисо Каида
- Месец над планином
- 53 станице Токаида
- Познати погледи на 60 провинција

Андо Хирошиге (1797—1858) је сматран за Хокусаијевог великог ривала. Он је најчешће осликавао птице и цвеће, као и мирне пејзаже, а најпознатији је по својим путописним графикама 53 станице Токаида и 69 станица Кисо Каида, које је заједничко дело с уметником Еисеном.
Хирошигеов рад је био реалистичан, умерено обојен и одавао је појмљивом атмосфером, за разлику од Хокусаијевог нереалног приказивања света. Природа и годишња доба су били главни мотиви: магла, киша, снег и месечина су били неизоставни део композиције. 
Хирошигеови наследници су ову врсту графика пренели и у период Меиџи.

#### Опадање популарности графика
Након смрти Хокусаија и Хирошигеа и након рестаурације Меиџи, укијо-е сликарство је претрпело драстичан пад у популарности. Убрзана модернизација периода Меиџи доноси фотоапарате и од тог тренутка потреба за графикама се знатно умањује. Уметници овог стила полако нестају и под утицајем културе Запада, на графике се гледа на заоставштину претходног периода самоизолације.
Долазе и боје са Запада, много јасније у односу на јапанске, па се оно мало графика из тог периода назива ака-е (црвене слике) због доминантне количине црвене боје на себи.
Уметник Јошитоши (1839—1892) слика језиве сцене убистава и духова. Кијоћика (1847—1915) представља убрзану модернизацију Токија и ратове које је Јапан водио с Русијом и с Кином.
- Цукиока Јошитоши - Пун месец (акаи-е)
- Цукиока Јошитоши - Двадесет и осам познатих убистава
- Кобајаши Кијоћика - Духови изгубљене битке
- Кобајаши Кијоћика - Ватра на мосту Рјогоку (акаи-е)

### Двадесети век
Путописне скице су постале популаран жанр око 1905. године, након што је влада периода Меиџи промовисала путовање како би Јапанци боље спознали своју земљу. Године 1915, издавач под именом Шозабуро Ватанабе је представио појам „шин-ханга“ (лит. нове естампе) како би описао стил графика које је објавио за странце и добростојеће Јапанце. Истакнути уметници су били Гојо Хашигући, који је осликавао жене и Шинсуи Ито, који је унео нови аспект приликом приказивања жена, док се Хасуи Кавасе бавио модерним пејзажима. Ватанабе је такође објављивао графике нејапанских уметника, попут Чарлса В. Бартлета (1860—1940).
У уметности графика двадесетог века се усталио покрет „сосаку-ханга“ (лит. креативне естампе). За разлику од претходних, традиционалних стилова израде, све кораке у процесу у сосаку-ханга стилу врши једна особа.
Графике с краја 20. и почетка 21. века су се развиле у мешавину ранијих стилова, нарочито из сосаку-ханга покрета и њиховог наглашавања индивидуалности и индивидуалне експресије. Такође се мешају уметнички стилови и остале западњачке методе приликом стварања нових графика.
- Гојо Хашигући - Онсен
- Хасуи Каваса - Вечерња киша

## Израда

### Материјали
Материјал за израду састојао се из бројних компонената, међу којима су најважнију улогу имале дрвене плоче, папир на коме се цртао дизајн, пигменти, те барен.
Дрвене плоче за традиционалне дрворезе прављене су од дрвета јапанске трешње, чија је отпорност на влагу, умерена тврдоћа и тежина била идеална за резбарење. Понекад су садржале и зрнасту текстуру, која се огрубљивала специјалним папиром како би се додатно нагласила природна шара. Уметник је скицирао припремни дизајн (шита-е) на танком папиру (миногами или ханши), а детаље би допуњавали ученици или професионални преписивачи (хико). Коначни узорак (ханшита-е) исцртавао се на јачем папиру (усуминогами или тенгуђо). За раскошније цртеже користио се хошо. Папири су се премазивали туткалом, с обе стране, како би се спречило претерано упијање пигмената и лепљење за плоче током штампања. Боје су биле делимично провидне, органске и неорганске. Органске су се добијале од различитих биљака, па се тако за црвену боју користила шафраника, кинески шаш и индијски шафран за жуту, индиго и комелина за плаву, карминска киселина за бордо боју. Остале су настајале њиховим мешањем. За неорганске пигменте користило се олово, живин сулфид, оксид гвожђа и калцијум карбонат, док су се минерали и метали наносили на луксузнија дела. Штампари су користили округле јастучиће за трљање (барен), којима се на папир пресликавао дизајн са плоча.

### Ток израде
С обзиром да су се цртежи правили од већег броја плоча, користио се систем обељежавања (кенто), који се састојао из два дела: кагија, у доњем десном углу и хикицукеа, дуж суседне стране. Аутор је обележавао места за одређене боје, као и оне делове који су се одстрањивали током резбарења. Резбар је, затим, резао потребне плоче са одговарајућом бојом и регистрацијиским назнакама. Након исцртавања, цртеж је премазиван пастом од рижиног брашна (доса) и квашен мокром тканином, која се стављала између сваких 20-30 листова. Кроз цео процес штампања морала се одржавати влажност папира, те се због тога користио хошо или маса. Затим се стављао на плочу и чувао на тамном месту док се не осуши. После сушења, длетом се уклањао средишњи дио празнина, које су додатно обликоване мањим инструментом. Приликом резбарења, почињало се са унутрашње стране линије, која је морала да буде тања од оне на оригиналном цртежу. За штампање се плоча постављала у супротном правцу од оног током резбарења, тј. ивица најближа резбару је била најудаљенија штампару. Боја је наношена вертикалним покретима, а цртеж се трљао уљем, остављајући за собом траг којим се водио резбар. Резбар је остављао одређене делове у високом рељефу, ради наглашавања ефекта кише, неба, снега и сл. Поред стандардних техника штампања, постојале су специјалне, којима се постизао жељени ефекат. Нпр. кацура но цујазури се користила за истицање косе, тако што се са првом плочом утискивао цртеж, укључујући и главе. Затим би се друга плоча, на којој је детаљније била дорађена коса, утискивала на први цртеж и то два пута. Први пут се наносила светла, а други пут тамнија нијанса.
Осим аутора, резбара и штампара, у процесу настанка укијо-е је значајну улогу имао и издавач, који је финансијски подржавао процес штампања. Неки су се опредељивали за продају уметнички најквалитетнијих скупљих дрвореза, док су други продавали оне популарније и јефтиније. Стандардне величине дрвореза биле су: обан, 396 x 268 мм; ћубан, 278 x 197 мм и аибан, 328 x 228 мм.
- Израда укијо-е
- Радионица у Цукуби, Јапану
- Урађен дрворез
- Кунисадин укијо-е који приказује процес штампања дрвореза.

## Стил
Основне карактеристике дрвореза биле су јасан дизајн, смела композиција и коришћење равних неосенчених површина. Схватање перспективе било је различито од европског. Не постоји илузија дубине. Простор је раван и на овакво виђење је највећи утицај имала кинеска уметност. Доњи дио слике представљао је тачку најближу посматрачу, а линије у удаљеном делу биле су шире и стварале су дијагоналну раван. Линија се није смела користити за постизање тродименизионалног изгледа ликова јер би се на тај начин изгубила равна форма. Боје су биле одвојене црном контуром, те су покрети фигура, детаљи одеће и гестикулација били резултат линеарне интеракције. Нагласак је на асиметрији, која је доприносила осећају просторне тензије и наводила је посматрача да поближе осмотри комплексне односе линија, облика и шаблона.

## Тематика
Популарни дрворези штампани су у више примерака и њихова тематика била је окренута обичном живљу. Углавном су приказиване лепотице из „веселих четврти” и глумци кабуки позоришта. У почетку су се приказивале куртизане највишег ранга, а тек касније оне нижег, те геише, ликови из фикције, обичне жене. Када су глумци у питању, дрворези су се поклапали са њиховим наступима, често сликајући најдраматичнији тренутак представе. Њихова живописна одећа и шминка били су изузетно наглашени. У делима су приказивани и ликови из митологије, древна чудовишта, хероји и демони. Она су углавном била обојена јаким бојама, те се на тај начин истицала радња и покрет. Пејзаж је био једна од популарнијих тема, нарочито током периода Токугава, када су се људи упуштали у дуга путовања и ходочашћа. Приказиване су природне лепоте, које су указивале на изузетно познавање форме биљака и животиња, затим, архитектура, значајни храмови и споменици, те идилични сеоски живот. Дрворези који су приказивали природу звали су се каћо-е, а најзначајнији представници су Хокусаи и Хирошиге.
- Најучесталији мотиви
- Животиње: Коњ
- Кабуки позориште: Глумци на сцени
- Јапанска митологија: Онибаба се спрема да попије крв нерођенчета
- Јапанске лепотице у шетњи
- Пејзажи: Језеро у Хаконе-у
- Свакодневни призори: Продавница Мицуи у Улици Суруга, Едо

## Утицај на западне културе
Укијо-е и западњачке слике су од почетка биле врло сличне по томе што оба исказују шасеи (реалистичне приказе природе). Са друге стране, постоји доста разлика између уметности Запада и укијо-е уметности. Укијо-е не поседује перспективу, насликан је на равној подлози без рама и без илузије дубине. Западњачке слике треба посматрати са даљине док слике из Азије треба посматрати са малог растојања, ближе очима.
Јапанска уметност је током шездесетих година деветнаестог века пристизала у Француску, услед поновног отварања трговинских односа између Европе и Јапана захваљујући дипломатским посетама комодора Метју Перија Јапану и каснијем трговинском споразуму. Јапанска уметност, а поготово укијо-е, изузетно се допала неким француским импресионостима тог времена, највише Едгар Дегау и Анри Тулуз-Лотреку. Укијо-е је са својим јасним линијама, недостатком перспективе и равним обојеним површинама, утицао на многе уметнике Запада. Импресионизам, сецесија и модернизам црпели су инспирацију из јапанске уметности.
Док је у Јапану укијо-е достигао дно, у Европи је доживео процват, утичући на на уметнике и писце, нарочито у Паризу. Овоме је допринела тадашња заинтересованост за друге културе света. Освежавајући дух јапанске уметности понудио је креативну алтернативу уметницима којима су досадили грчко-римски стилови који су тада били популарни.
Неколицина француских критичара и уметника организовало је тајно друштво под именом Социете ду Јинг-лар (фр. Société du Jing-lar). Њихова сврха је била даље продубљивање интересовања за јапанску уметност, и добијање признања за осликавање и декорацију у јапанском стилу. Бракемонд је осмислио чланске картице које су се на себи имале осликано име организације у диму вулкана, попут Хокусајевих или Хирошигеових слика планине Фуђи. Поред ивица вулкана су се налазиле птице насликане у стилу оригами птица.
Најмање три веће изложбе биле су извор инспирације за француске уметнике, то су париске светске изложбе 1867. и 1878. као и велика ретроспективна изложба јапанске уметности 1883. у париској галерији Жорж Петит. Овде су биле изложене слике, дрворези, уљане слике, радови од бронзе и керамике и др. Уметници који до тада још нису развили свој стил, били су у могућности да интегришу елементе јапанске уметности у свој рад. За време импресионизма, уметници су користили начин посматрања околине који су приметили изучавајући јапанску уметност, нарочито укијо-е. Жарке и светле боје су се наносиле лаганим покретима четкица, коришћење силуета постало је присутно када су посматрани елементи јапанских слика. Јапанско коришћење црних линија сматрано је инспиришућим. Импресионистима се веома допало јапанско решење равног простора.
Иако постоји много француских импресиониста на које је укијо-е имао утицај, пет уметника се са својим стиловима занимљивим млађим људима издвајају, и то су:
1. Едгар Дега
2. Мери Касат
3. Пол Гоген
4. Винсент Ван Гог
5. Анри де Тулуз-Лотрек

Едгар Дега је почео прикупљати укијо-е око 1860-их, што је постепено утицало на његов сликарски стил. Изучавао је Хокусајеве Манге што га је навело да посматра свој свет боље. Трудио се да забележи суштину свакодневног живота. Омиљена тема биле су му жене, које обављају свакодневне послове, плешу балет, раде у циркусу и кафићима. На рад Мери Касат највише је утицао рад Харонбуа и Утамароа; насликала је десет слика у којима је користила једноставност техника бојења јапанске уметности. Пол Гоген је у свом раду користио многе елементе из јапанске уметности. Користио је јапанске технике цртања линија и равних боја. Гоген је приметио да укијо-е нема сенке, што доводи до тога да боје постају изражајније. Винсент Ван Гог је скупљао укијо-е док је живео у Антверпу. Док је живео у Паризу, дошао је под велики утицај укијо-е слика Хирошигеа и Хокусајевих Манга. Ван Гог се покушао поистоветити са јапанским уметницима цртајући црвеном бојом и покушао је да се придржава јапанског концепта међусобног помагања међу уметницима, што се није испоставило добро за њега. Анри де Тулуз-Лотрек је приликом сусрета са Ван Гогом дошао у контакт са јапанском уметношћу. Фасцинирала га је, те је почео изучавати дела Хокусаиа, Утамароа и Харунбоа.
- Едгар Дега - Балерине
- Мери Касат - У вагону
- Пол Гоген - Мртва природа поред јапанског дрвореза
- Винсент Ван Гог - Портрет чича Тангија
- Анри де Тулуз-Лотрек -

## Цензура
До 1790. магистрати и државници које је шогунат постављао, били су задужени за цензуру након објављивања књига или сликовних дела. У мају те исте године, едиктом је одређено да гилде издавача постављају своје цензоре зване гјођи (судија) у комитет чији су се чланови наизменично мењали. Печати цензора су названи киваме (одобрен) а касније су се звали аритаме (проверен).
Први укијо-е који је поседовао печат цензора датира из касне 1790. или ране 1791. године, што показује да је било потребно неколико месеци како би се нови систем цензуре примио, барем што се тиче цензорских печата.
Деликатност ситуације приморала је издаваче да предузму разноврсне мере опреза како би избегли тужбе. Године 1842. самостална цензура издавачких гилди је окончана и државни цензори названи е-нануши бивају задужени за прихватање или одбијање нацрта.
Употреба разноврсних цензорских печата трајала је до отприлике 1875. године. Различите форме и комбинације ових печата омогућују нам да прецизно одредимо време настанка неких дела, док нам други пружају могућност одређивања приближног времена настанка.
Године 1876. се успоставља нови систем цензуре који је захтевао да издавачи приложе своје нацрте у Наимушо, министарство унутрашњих послова. Сва дела морала су садржати име, адресу и датум, издавачи су те информације уписивали унутар својих печата, или у фуснотама.